# Sonia Pilcer
Sonia Hanna Pilcer (geboren 3. Februar 1949 in Augsburg) ist eine US-amerikanische Schriftstellerin.         

## Leben
Sonia Pilcer ist das Kind polnischer Holocaustüberlebender aus Łódź, die nach dem Zweiten Weltkrieg in einem Lager für Displaced Persons in Landsberg untergekommen waren. Sie wuchs ab 1950 in den New Yorker Stadtteilen Lower East Side, Brooklyn, Washington Heights und Queens auf. Ihr Roman The Last Hotel kreist um den Hotelbetrieb, den ihr Vater in den 1970er Jahren in der Upper West Side leitete. Ihre zwei Geschwister wurden in den USA geboren. In ihrer Familie wurde die Familiengeschichte bruchstückhaft erinnert.
Sie begann ein Studium der Malerei an der High School of Music & Art und wechselte dann in ein Studium der Literatur am Queens College, City University of New York, das sie mit einem B.A. abschloss. Sie schreibt seither für verschiedene Zeitungen, Magazine und arbeitet fürs Radio. Ihr erster Roman Teen Angel erschien 1978, die Verfilmung, für die sie mit Garry Marshall das Drehbuch schrieb, wurde immer wieder aufgeschoben. Danach veröffentlichte mit Maiden Rites einen Roman über das Leben einer Collegestudentin. Ihre Großstadtmonologe I-Land: Manhattan Monologues wurden von ihr auch für eine Off-Theater-Produktion dramatisiert, diese lief mehrere Jahre lang. 
Mit ihren Geschichten und Gedichten in The Holocaust Kid thematisierte sie die Kinder der Holocaustüberlebenden. Nachdem sie 1987 in einem Zeitschriftenbeitrag diese Generation als „2G“ apostrophierte („Zweite Holocaustgeneration“), gilt sie als Schöpferin der Bezeichnung, sie bezieht sich dabei auf den ersten Artikel zu dem Thema von Helen Epstein (1977). Für das Buch fand sie lange keinen Verlag, die Kritiker warfen ihr vor, sich eines Themas anzumaßen, das zu der Elterngeneration gehöre. Den Stoff formte sie auch zu einem Theaterabend, der mehrfach in der freien Theaterszene New Yorks auf die Bühne gebracht wurde. Sie war 1974 als Poetin eingeladen worden, im Rahmen der Konferenz Auschwitz : beginning of a new era? : Reflections on the holocaust in der Cathedral of Saint John the Divine ihre Gedichte Your Hair, Refugees und My Mother's Father's Cigarette Case vorzutragen, wie die Poetiklesung im Annex des Konferenzgeschehens unterging, schildert sie in einer der Geschichten über ihr alter ego „Zosha Palovsky“ im Holocaustkind.
Pilcer ist verheiratet und lebt im Staat New York und in der Stadt, sie haben einen Sohn.

## Werke
- Teen Angel. New York : Coward, McCann & Geoghegan, 1978
- Little Darlings. New York : Ballantine, 1980
- Maiden Rites. New York : Viking Press, 1982
- I-Land: Manhattan Monologues. New York : Ballantine, 1987
- 2G, in: Wesley Brown, Amy Ling (Hrsg.): Visions of America : personal narratives from the promised land. New York : Persea Books, 1999, S. 201–206
- The Holocaust kid : stories. New York : Persea Books, 2001
- Do You Deserve to Live?, in: Melvin Jules Bukiet (Hrsg.): Nothing Makes You Free: Writings by Descendants of Jewish Holocaust Survivors. New York : W.W. Norton, 2002
- The Last Hotel. New York : Heliotrope Books, 2014